# Kriegergedächtniskapelle (Stralsbach)

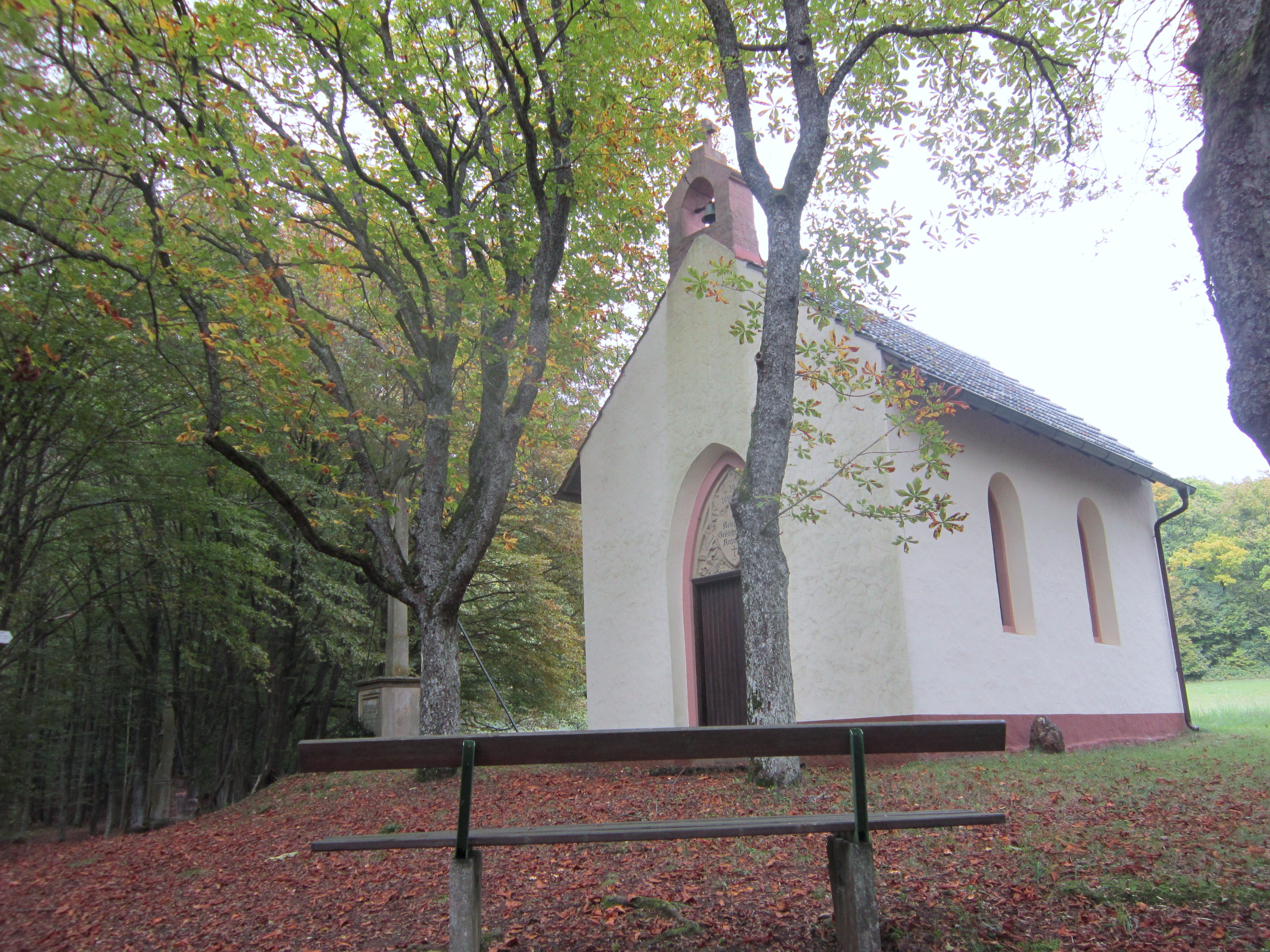
Kriegergedächtniskapelle

Die Kriegergedächtniskapelle steht in Stralsbach, einem Stadtteil des bayerischen Marktes Burkardroth im unterfränkischen Landkreis Bad Kissingen. Sie dient dem Andenken der im Ersten Weltkrieg und Zweiten Weltkrieg Gefallenen des Ortes.

## Geschichte
Die Kriegsgedächtniskapelle entstand im Jahr 1865 auf dem aus Kalkfelsen bestehenden Stationsberg und erinnert heute an die Opfer der beiden Weltkriege. Im Jahr 1921 schlug Ortspfarrer Wilhelm vor, die Kapelle zur Gedächtniskapelle für die Gefallenen des Ersten Weltkriegs umzuweihen. Im Krieg waren 25 Männer aus Stralsbach gefallen; 55 Männer kehrten wieder zurück. Im Inneren der Kapelle sind auf zwei Steintafeln Namenslisten der Gefallenen angebracht (links die im Ersten Weltkrieg Gefallenen; rechts die im Zweiten Weltkrieg Gefallenen). Ferner befinden sich im Inneren der Kapelle über dem Altar eine Pietà sowie eine Statue der hl. Katharina (links) und der Erzengel Michael als Drachentöter (rechts). Im Jahr 1983 fand eine Restaurierung der Kapelle statt.
Im Jahr 1860 entstanden die aus Sandstein und Kunststein bestehenden Kreuzwegstationen, die vom Silberdistelweg 9 aus zur Kapelle führen. An der 14. Station befindet sich eine Inschrift in gotischer Schrift, die an die Stifter der Stationen, Michael Hartmann und seine Ehefrau Elisabetha, geb. Müller, erinnert.
Aus dem Jahr 1864 stammt das neben der Kapelle befindliche und aus gelbem Sandstein bestehende Tischsockelkreuz. Eine Inschrift in gotischer Schrift auf der Rückseite des Kreuzes nennt die aus Stralsbach stammenden Stifter des Kreuzes, Georg Kröckel und seine Ehefrau Anna Maria geb. Nöth.
Im Jahr 1892 wurde am Fuße des Kreuzweges am Silberdistelweg die gemauerte und verputzte Muttergotteskapelle errichtet. Im Inneren beherbergt sie mehrere Figuren mit der Muttergottes als Zentralfigur.

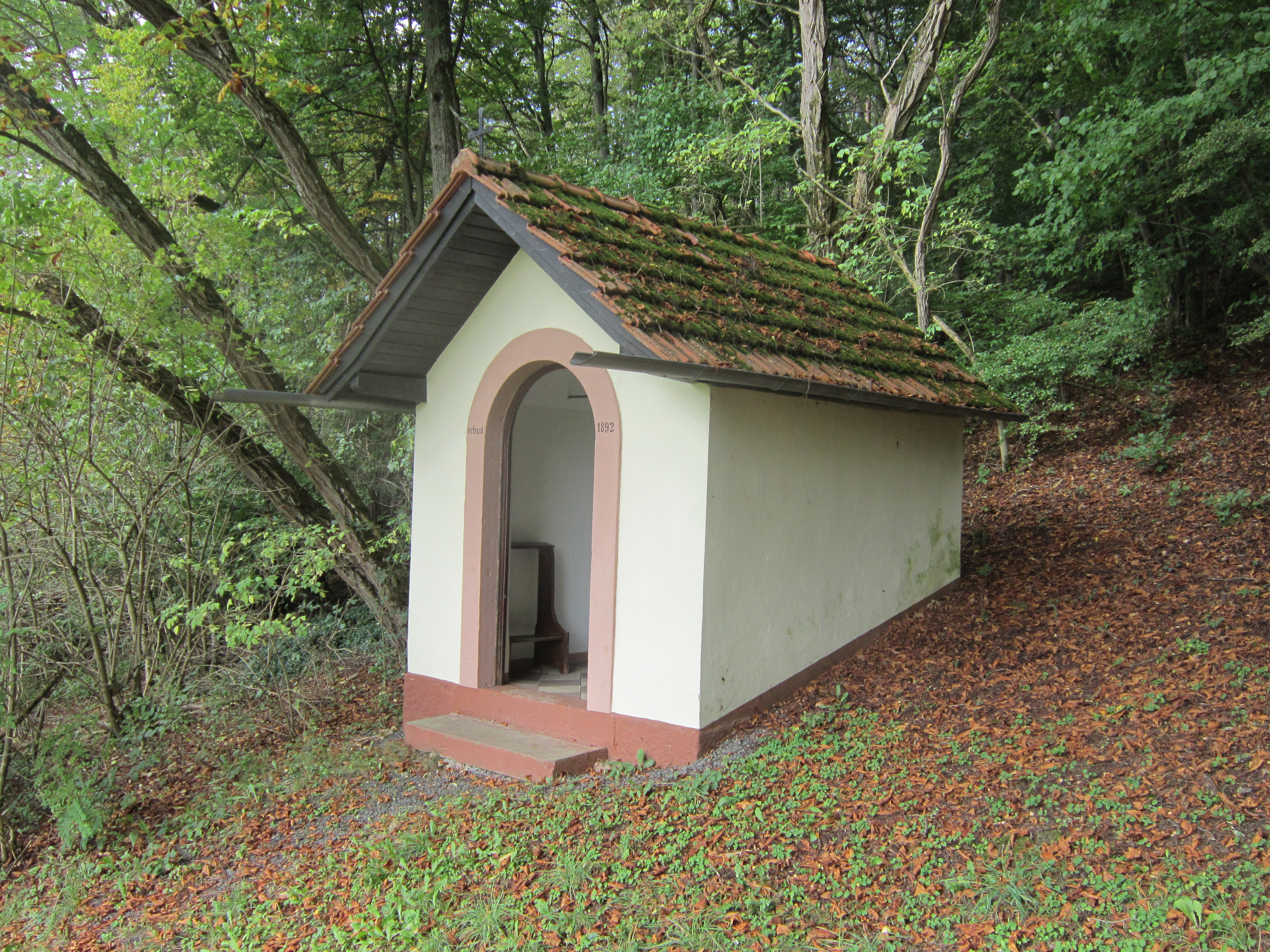
Kapelle am Beginn des Kreuzweges
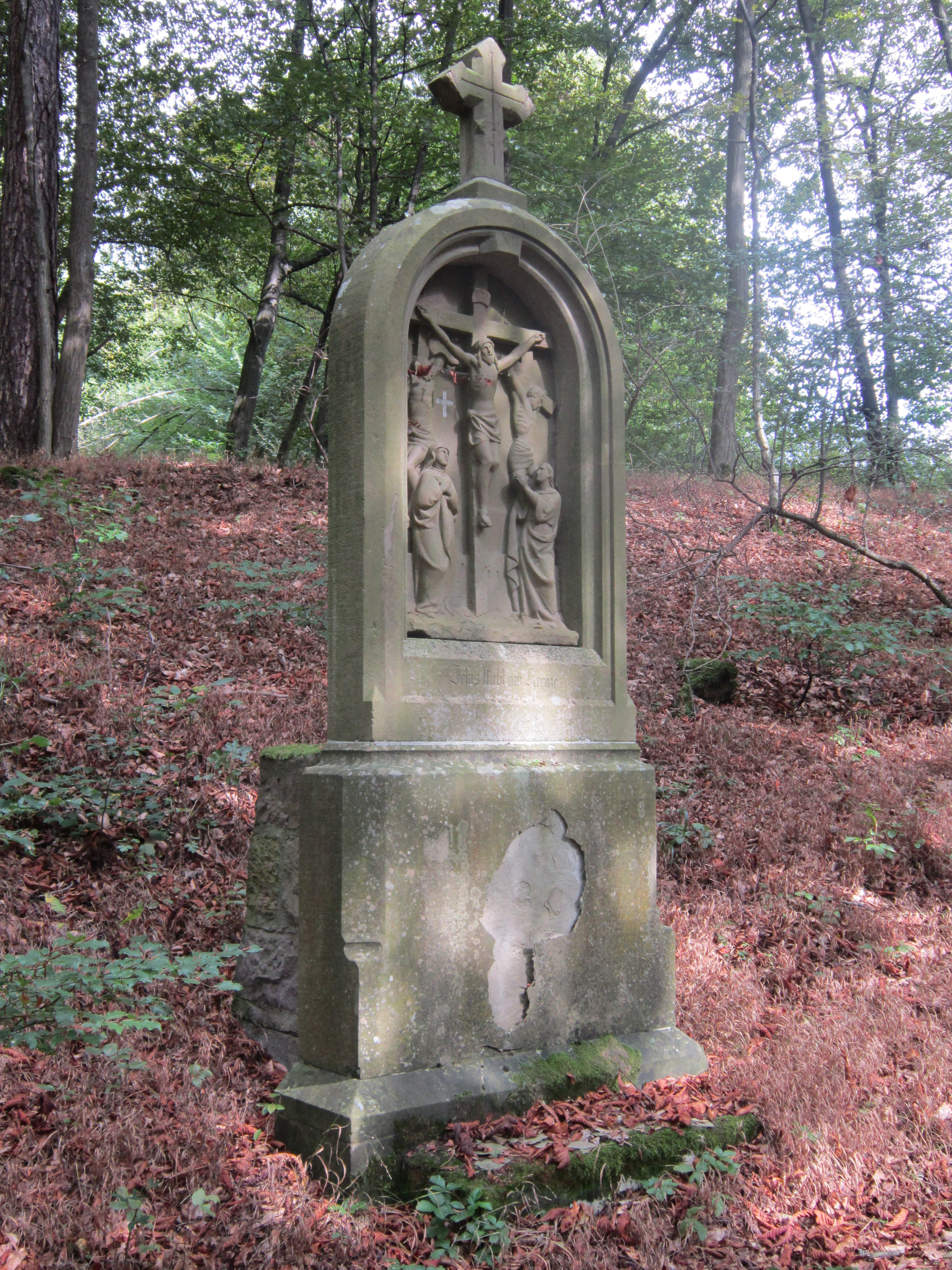
Kreuzweg (12. Station)
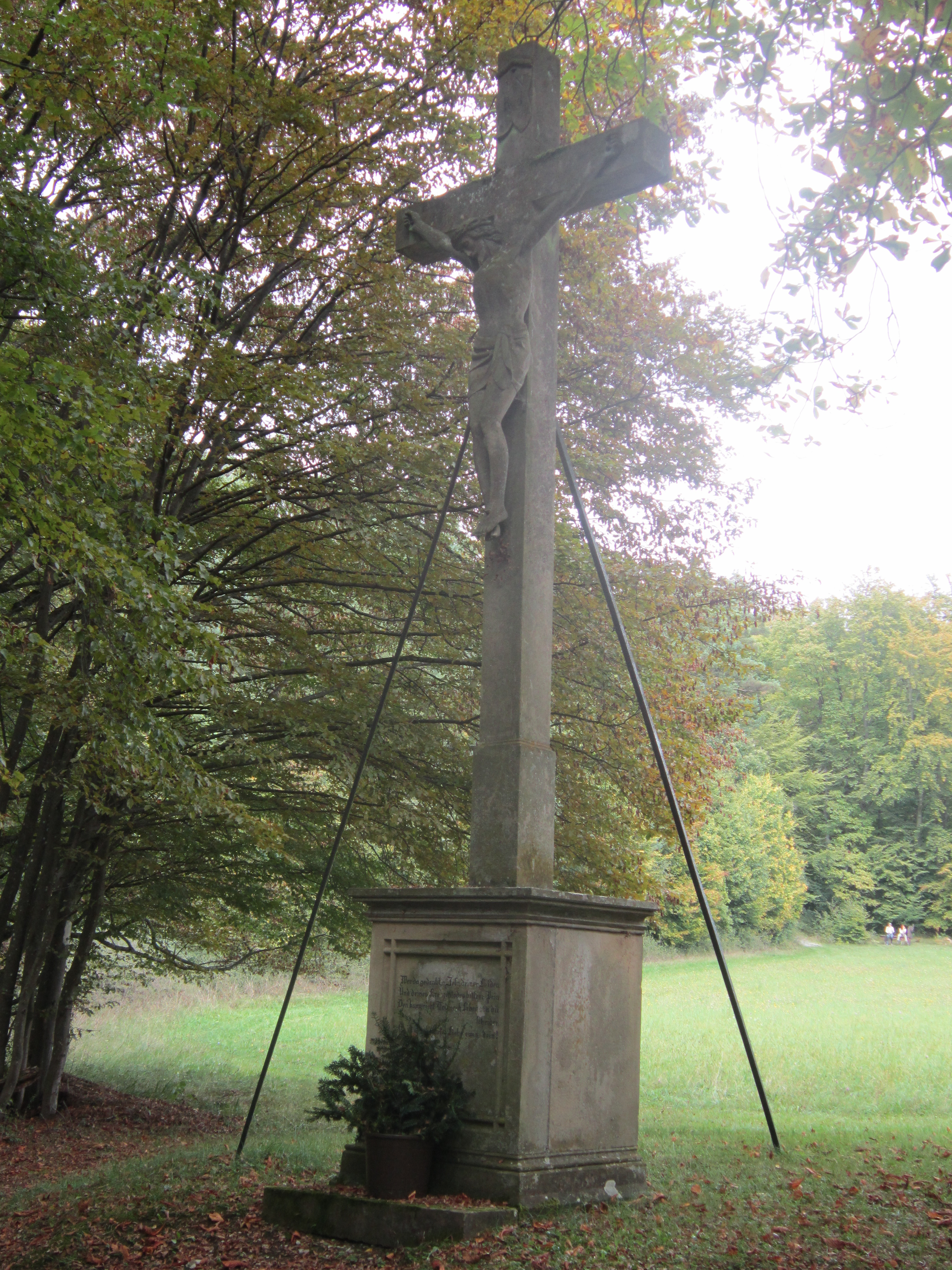
Tischsockelkreuz
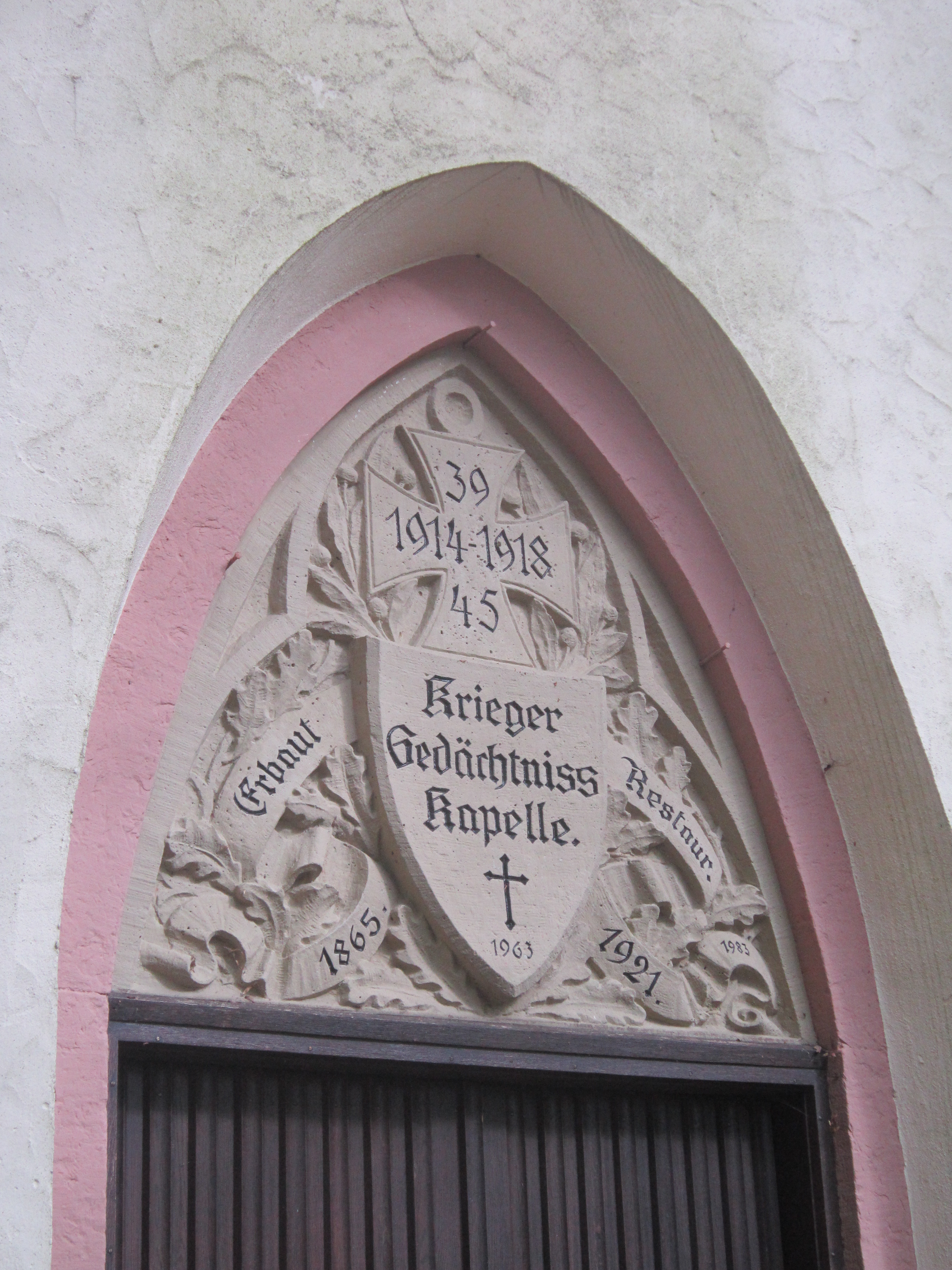
Inschrift an der Kriegergedächtniskapelle